# Kitaena-Bahnlinie
| Brücke über den Kiso (vor 1941) |                   |                                   |                                   |
| Streckenlänge: | 22,6 km           |                                   |                                   |
| Spurweite: | 1067 mm (Kapspur) |                                   |                                   |
| Stromsystem: | 600 V =           |                                   |                                   |
| Maximale Neigung: | 33,3 ‰            |                                   |                                   |
| Minimaler Radius: | 160 m             |                                   |                                   |
| Zweigleisigkeit: | nein              |                                   |                                   |
| |                   |                                   |                                   |
| Gesellschaft: | Kitaena Tetsudō   |                                   |                                   |
| \| \| \| Chūō-Hauptlinie \| 1902– \| \| \| 0,0 \| Nakatsugawa (中津川) \| 1902– \| \| \| \| \| \| \| \| 0,5 \| Nakatsumachi (中津町) \| 1924–1978 \| \| \| \| Kiso \| \| \| \| 1,5 \| Enakyōguchi \| 1925–1963 \| \| \| 1,7 \| Enakyōguchi (恵那峡口) \| 1963–1978 \| \| \| 4,2 \| Yamanotogawa (山之田川) 1926–1978 \| Yamanotogawa (山之田川) 1926–1978 \| \| \| 6,1 \| Naegi (苗木) \| 1924–1978 \| \| \| 7,0 \| Kami-Naegi (上苗木) \| 1929–1978 \| \| \| 9,0 \| Namimatsu (並松) \| 1924–1978 \| \| \| 10,4 \| Sekido (関戸) \| 1961–1978 \| \| \| 11,9 \| Mino-Fukuoka (美濃福岡) \| 1924–1978 \| \| \| 13,5 \| Kurimoto (栗本) \| 1949–1978 \| \| \| 16,1 \| Mino-Shimono (美濃下野) \| 1924–1978 \| \| \| 19,6 \| Tase (田瀬) \| 1924–1978 \| \| \| 21,8 \| Inaribashi (稲荷橋) \| 1928–1978 \| \| \| 22,6 \| Shimotsukechi (下付知) \| 1924–1978 \| \| \| \| Tsukechi-Waldbahn \| 1932–1959 \| |                   |                                   |                                   |
| Strecke |                   | Chūō-Hauptlinie                   | 1902–                             |
| Bahnhof | 0,0               | Nakatsugawa (中津川)              | 1902–                             |
| |                   |                                   |                                   |
| Strecke nach rechts · Haltepunkt / Haltestelle (Strecke außer Betrieb) | 0,5               | Nakatsumachi (中津町)             | 1924–1978                         |
| Brücke über Wasserlauf (Strecke außer Betrieb) |                   | Kiso                              | Kiso                              |
| Haltepunkt / Haltestelle (Strecke außer Betrieb) | 1,5               | Enakyōguchi                       | 1925–1963                         |
| Haltepunkt / Haltestelle (Strecke außer Betrieb) | 1,7               | Enakyōguchi (恵那峡口)            | 1963–1978                         |
| Bahnhof (Strecke außer Betrieb) | 4,2               | Yamanotogawa (山之田川) 1926–1978 | Yamanotogawa (山之田川) 1926–1978 |
| Bahnhof (Strecke außer Betrieb) | 6,1               | Naegi (苗木)                      | 1924–1978                         |
| Haltepunkt / Haltestelle (Strecke außer Betrieb) | 7,0               | Kami-Naegi (上苗木)               | 1929–1978                         |
| Bahnhof (Strecke außer Betrieb) | 9,0               | Namimatsu (並松)                  | 1924–1978                         |
| Haltepunkt / Haltestelle (Strecke außer Betrieb) | 10,4              | Sekido (関戸)                     | 1961–1978                         |
| Bahnhof (Strecke außer Betrieb) | 11,9              | Mino-Fukuoka (美濃福岡)           | 1924–1978                         |
| Haltepunkt / Haltestelle (Strecke außer Betrieb) | 13,5              | Kurimoto (栗本)                   | 1949–1978                         |
| Bahnhof (Strecke außer Betrieb) | 16,1              | Mino-Shimono (美濃下野)           | 1924–1978                         |
| Bahnhof (Strecke außer Betrieb) | 19,6              | Tase (田瀬)                       | 1924–1978                         |
| Haltepunkt / Haltestelle (Strecke außer Betrieb) | 21,8              | Inaribashi (稲荷橋)               | 1928–1978                         |
| Kopfbahnhof Streckenende (Strecke außer Betrieb) | 22,6              | Shimotsukechi (下付知)            | 1924–1978                         |
| Haltepunkt / Haltestelle Streckenanfang (Strecke außer Betrieb) |                   | Tsukechi-Waldbahn                 | 1932–1959                         |

Die Kitaena-Bahnlinie (jap. 北恵那鉄道線 Kitaena tetsudō-sen) war eine Eisenbahnstrecke in der Präfektur Gifu in Japan. Sie war von 1924 bis 1978 in Betrieb, gehörte der Bahngesellschaft Kitaena Tetsudō und war eine Zweigstrecke der Chūō-Hauptlinie.

## Streckenbeschreibung
Die 22,6 km lange Stichstrecke war in Kapspur (1067 mm) verlegt und mit 600 V Gleichspannung elektrifiziert. Mit Ausnahme mehrerer Kreuzungsstellen in Zwischenbahnhöfen war sie eingleisig. Ihr Ausgangspunkt war der Bahnhof Nakatsugawa, wo sie von der Chūō-Hauptlinie abzweigte. Sie verlief zunächst in nördlicher Richtung, wobei sie den Fluss Kiso auf einer 134 m langen Fachwerkbrücke überquerte und anschließend dem Tal des Seto folgte. Mit einem kurzen Schwenker nach Westen bog sie ins parallel verlaufende Tsukechi-Tal ein und folgte diesem wiederum nordwärts bis zur Endstation Shimotsukechi. Die gesamte Trasse der Kitaena-Bahnlinie lag auf dem heutigen erweiterten Stadtgebiet von Nakatsugawa.

## Geschichte
Durch den Bau der etwas weiter flussabwärts gelegenen Ōi-Talsperre war es nicht mehr möglich, Holz aus den weitläufigen Wäldern im Hida-Gebirge durch Flößerei den Kiso hinab in Richtung Gifu und Nagoya zu transportieren. Um die umfangreiche Forstwirtschaft aufrechtzuerhalten, aber auch um mehrere Dörfer und neue Holzschlaggebiete zu erschließen, gründeten Unternehmer aus der Region am 15. Februar 1922 die Bahngesellschaft Kitaena Tetsudō. Diese eröffnete am 5. August 1924 die gesamte Strecke zwischen den Bahnhöfen Nakatsugawa und Shimotsukechi. Mit der Inbetriebnahme des Bahnhofs Yamatogawa am 15. August 1926 begann der Holztransport im Auftrag des Kaiserlichen Forstamts.
Ab 1932 bestand in Shimotsukechi Anschluss an die staatliche Tsukechi-Waldbahn, die im Laufe der Jahre zu einem verästelten Streckennetz mit einer Gesamtlänge von mehr als 40 Kilometern heranwuchs; sie hatte eine Spurweite von 762 mm und setzte Benzintriebwagen ein. In Betrieb war sie bis 1959. Um die Kiso-Brücke besser vor Hochwasser zu schützen, erhöhte man ihre Pfeiler zwischen Februar 1962 und April 1963 um rund vier Meter. Die Finanzierung dieser Arbeiten erfolgte durch eine Kapitalerhöhung seitens der Meitetsu, die seit 1958 an der Kitaena Tetsudō beteiligt war. Wegen sinkender Fahrgastfrequenzen verkehrten Personenzüge ab September 1971 nur noch morgens und abends, während tagsüber ein Bus zum Einsatz kam. Schließlich wurde der Bahnbetrieb am 18. September 1978 ganz eingestellt, nachdem auch der Güterverkehr stark zurückgegangen war.
Die Bahngesellschaft benannte sich daraufhin in Kitaena Kōtsū um und widmet sich seither unter dem Dach der Meitetsu Group dem Busverkehr in der Region um Nakatsugawa. Während das Gleisbett vollständig verschwunden ist, blieb die Kiso-Brücke erhalten.

## Bilder

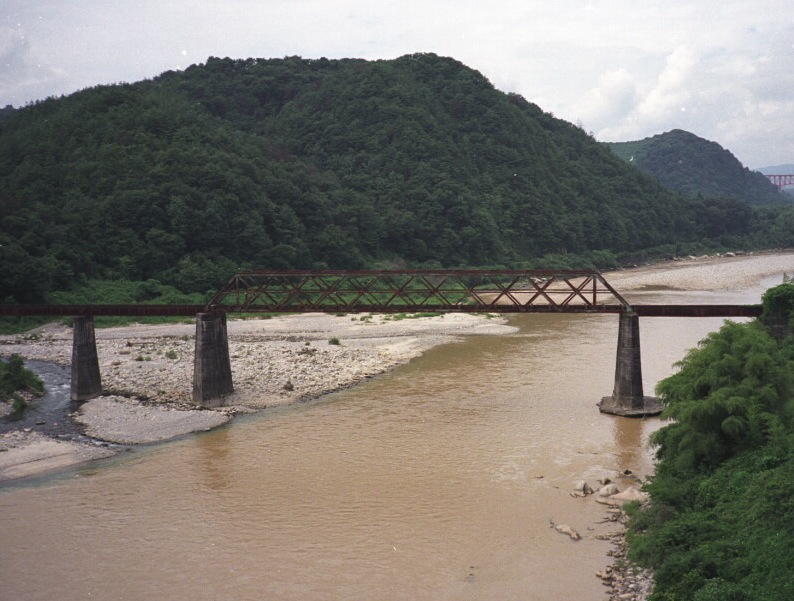
Kiso-Brücke
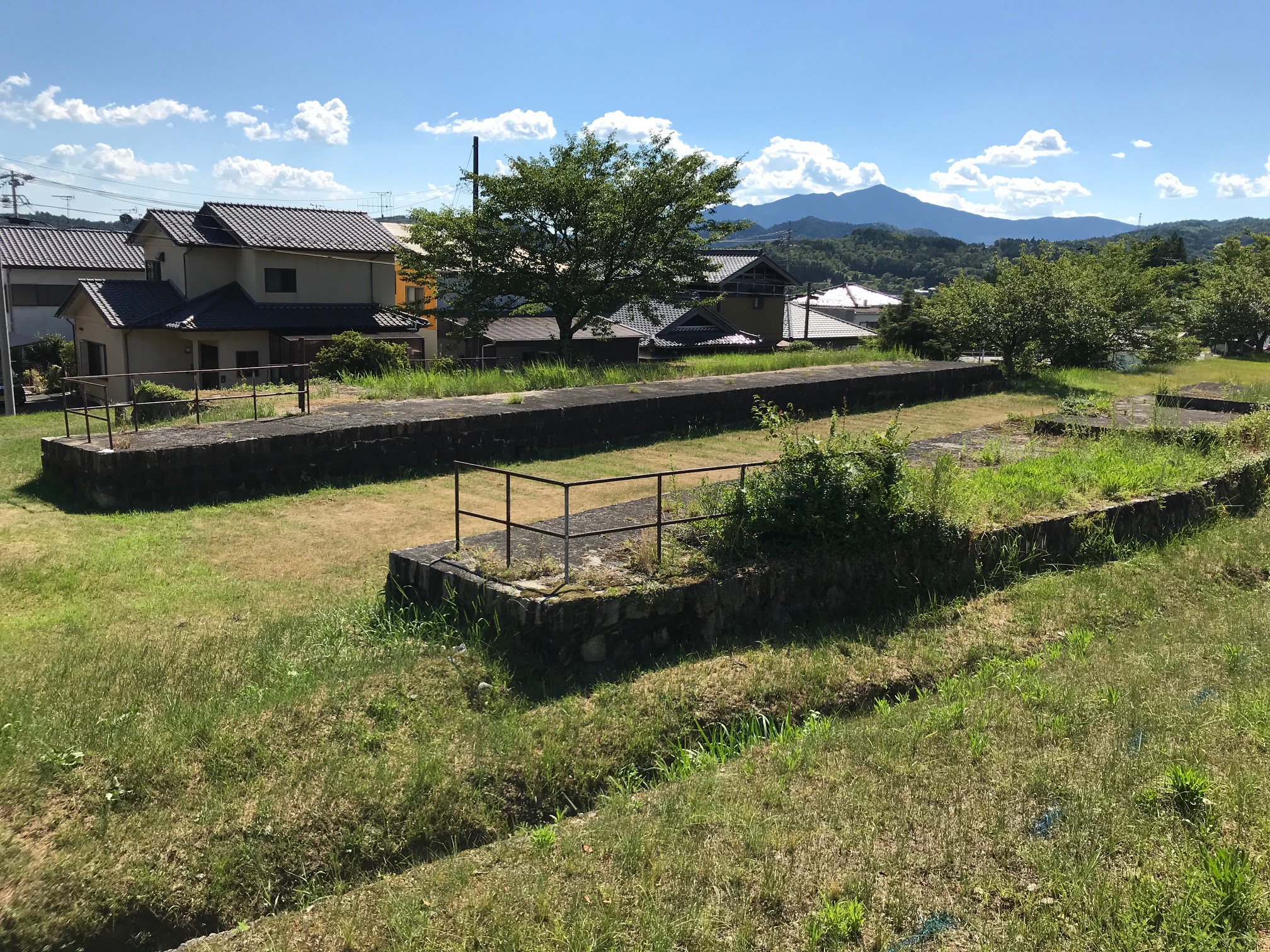
Überreste des Bahnhofs Namimatsu
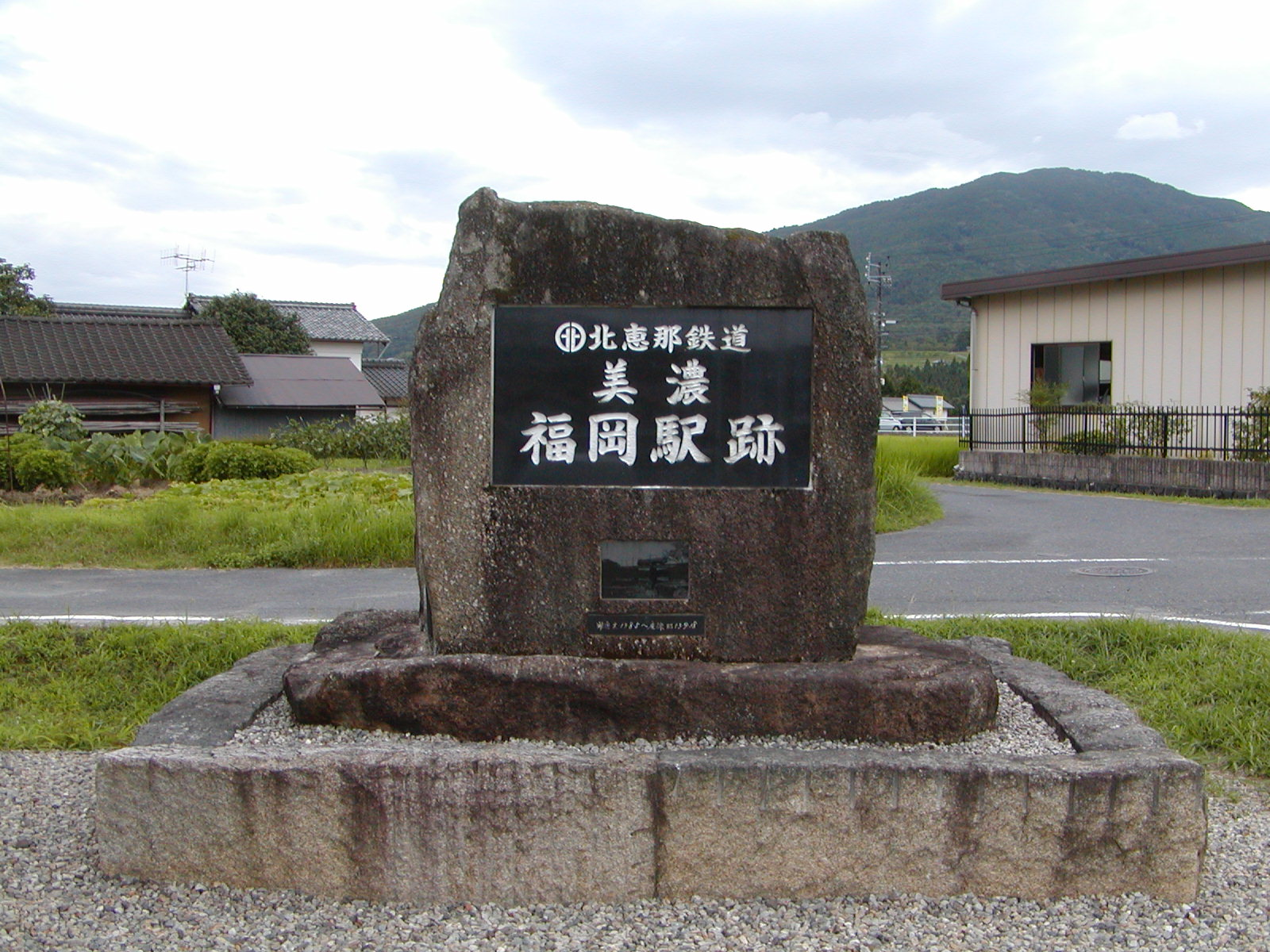
Gedenkstein im ehemaligen Bahnhof Mino-Fukuoka
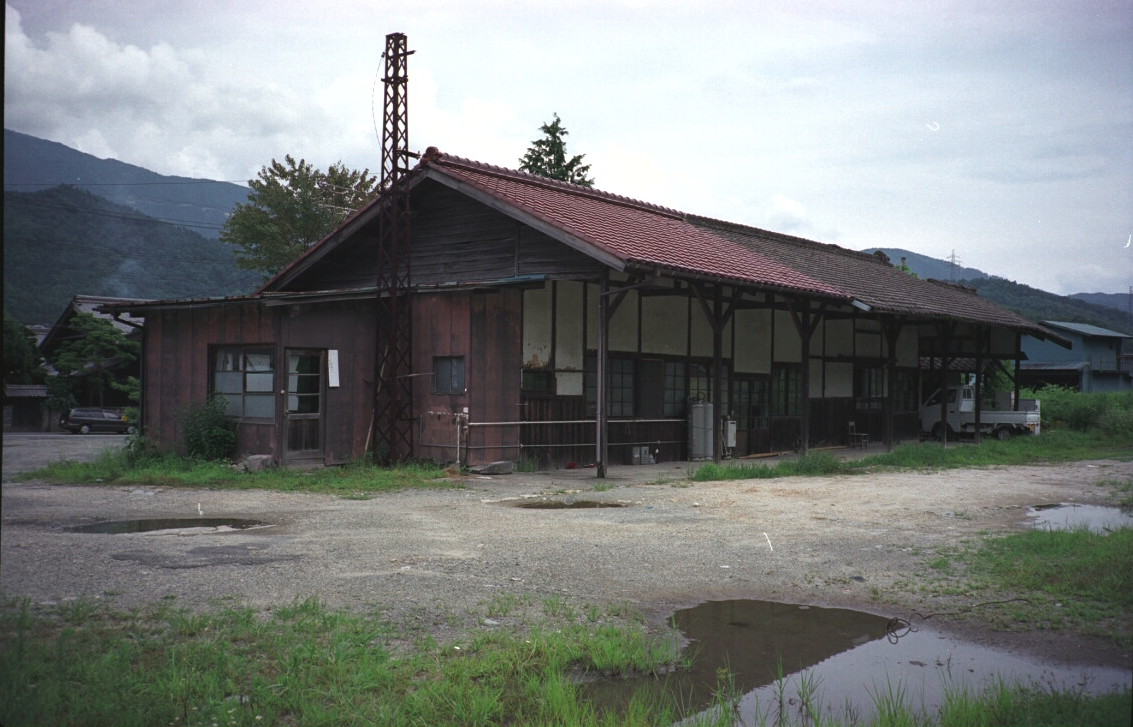
Ehemaliger Bahnhof Shimotsukechi

## Liste der Bahnhöfe
| Name                    | km   | Anschlusslinien | Lage   | Ort         |
| ----------------------- | ---- | --------------- | ------ | ----------- |
| Nakatsugawa (中津川)    | 00,0 |                 | Koord. | Nakatsugawa |
| Nakatsumachi (中津町)   | 00,5 |                 | Koord. | Nakatsugawa |
| Enakyōguchi (恵那峡口)  | 01,7 |                 | Koord. | Nakatsugawa |
| Yamanotogawa (山之田川) | 04,2 |                 | Koord. | Nakatsugawa |
| Naegi (苗木)            | 06,1 |                 | Koord. | Nakatsugawa |
| Kita-Naegi (上苗木)     | 07,0 |                 | Koord. | Nakatsugawa |
| Namimatsu (並松)        | 09,0 |                 | Koord. | Nakatsugawa |
| Sekido (関戸)           | 10,4 |                 | Koord. | Nakatsugawa |
| Mino-Fukuoka (美濃福岡) | 11,9 |                 | Koord. | Nakatsugawa |
| Kurimoto (栗本)         | 13,5 |                 | Koord. | Nakatsugawa |
| Mino-Shimono (栗本)     | 16,1 |                 | Koord. | Nakatsugawa |
| Tase (栗本)             | 19,6 |                 | Koord. | Nakatsugawa |
| Inaribashi (栗本)       | 21,8 |                 | Koord. | Nakatsugawa |
| Shimotsukechi (栗本)    | 22,6 |                 | Koord. | Nakatsugawa |